# Barioolgita
La barioolgita és un mineral de la classe dels fosfats. Va ser descoberta l'any 2004 a partir d'una mostra extreta prèviament al massís de Lovozero, Rússia. Rep el seu nom per indicar que el seu contingut de bari és més elevat que el de l'olgita, el nom de la qual fa honor a la mineralogista russa Olga Anisimovne-Vorobiova (1902-1974).

## Característiques
La barioolgita és un fosfat de fórmula química Na(Na,Sr,Ce)₂Ba(PO₄)₂. És de color verd clar. Cristal·litza en el sistema trigonal i els cristalls mesuren fins a 15 cm de longitud, però molt rarament també creix en cristalls prismàtics piramidals. La seva duresa a l'escala de Mohs és 4 a 4,5.
Segons la classificació de Nickel-Strunz, l'olgita pertany a «08.AC: Fosfats, etc. sense anions addicionals, sense H₂O, amb cations de mida mitjana i gran» juntament amb 49 minerals més, entre els quals es troben: howardevansita, al·luaudita, arseniopleïta, bobfergusonita, brianita, hagendorfita, johil·lerita, johnsomervilleïta, marićita, olgita, yazganita, qingheiïta, qingheiïta-(Fe2+), schäferita, whitlockita i xenofil·lita.

## Olgita, barioolgita iestroncioolgita
Fins a l'any 2004, l'olgita era considerada un mineral d'estronci a causa de la fórmula química donada en la seva descripció original l'any 1980 per Khomyakov et al., Na(Sr,Ba)PO₄, i una altra publicació de Sokolova et al. l'any 1984 en què es va identificar una composició més gran d'estronci respecte al bari (Sr0,52Ba0,48). L'any 1990, també Sokolova et al., van fer servir el nom d'olgita per una altra mostra que en aquest cas contenia més bari que estronci, sense considerar el fet que podia tractar-se d'un mineral diferent de l'originalment descrit com a olgita. L'any 2002, els resultats de Pekov et al. van demostrar que, de fet, l'olgita original consistia en dues espècies minerals, amb la diferència de quin era el catió predominant al lloc M1, l'estronci o el bari. Com que l'olgita havia estat tradicionalment considerada un mineral d'estronci, Pekov va emprar el nom barioolgita en la seva publicació per parlar del mineral en què el bari predominava al lloc M1. L'any 2006, amb la intenció d'acabar la confusió creada fins aleshores, Giovanni Ferraris, va proposar desacreditar l'antic nom olgita i fer servir els noms barioolgita i estroncioolgita. L'any 2008, la Comissió de Nous Minerals, Nomenclatura i Classificació de l'IMA va concloure que s'acceptava el nom barioolgita (per al mineral amb un predomini del bari), i que en el moment en què es fes una proposta de nomenclatura per l'estroncioolgita, es desacreditaria el nom olgita com a mineral i que a partir d'aleshores el nom olgita faria referència a una sèrie mineral, però com que aquest fet no ha passat encara, de moment s'accepta el nom olgita per a referir-se al mineral identificat en la mostra original amb un contingut major d'estronci que de bari.